# HTC Max 4G

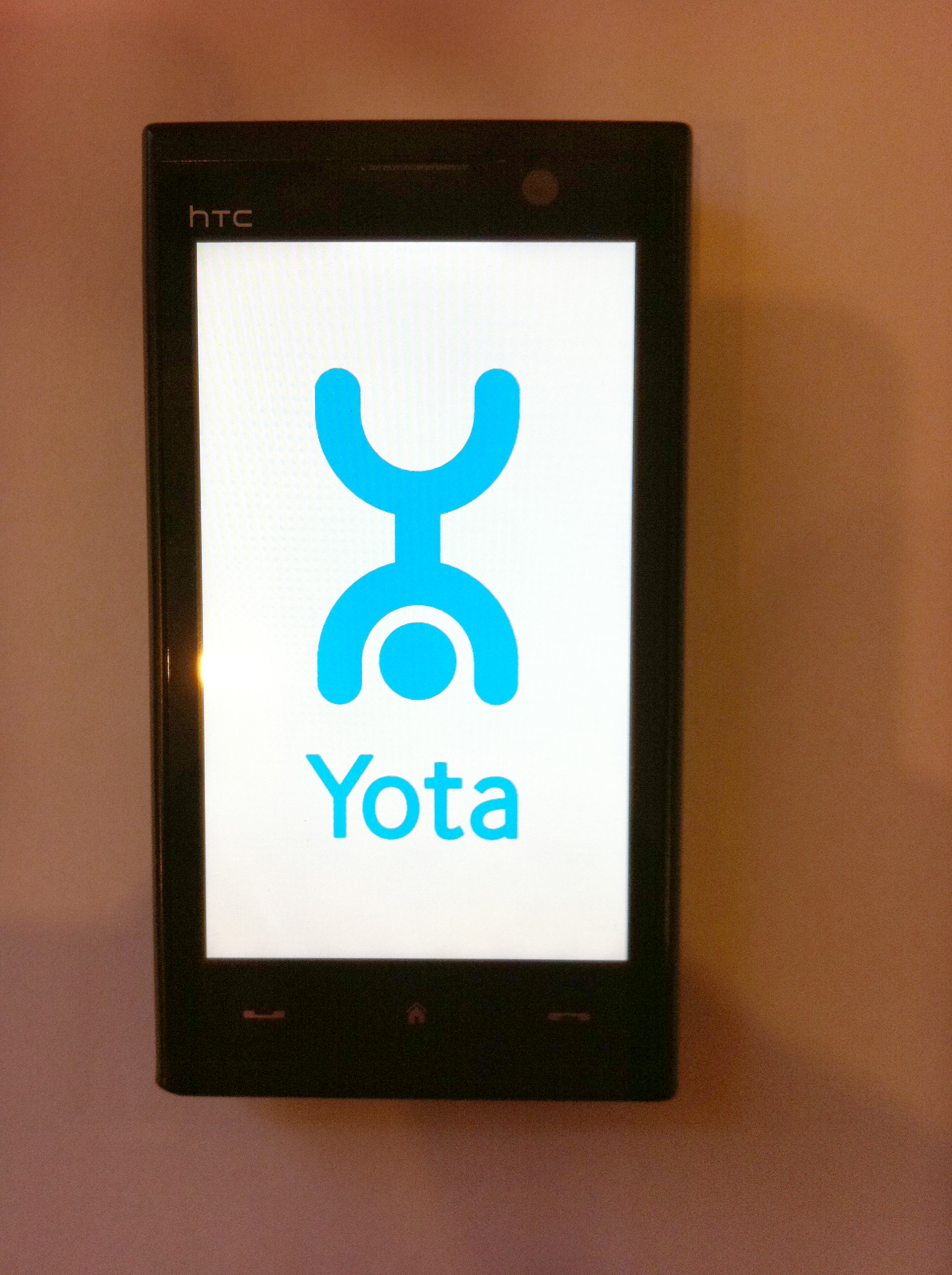

HTC Quartz，原廠型號HTC Max 4G（HTC Touch Max），是台灣宏達電公司與俄羅斯WiMAX（4G）行動通訊電業者Scartel（品牌名為Yota）共同推出的全球第一支GSM／WiMAX整合式雙模手機，搭載微軟 Windows Mobile 6.1，該手機由Scartel的WiMAX Yota網路支援多元化的4G服務，是Blackstone的4G版本，專為俄羅斯市場打造。於2008年11月12日發表，11月26日在俄羅斯正式銷售。

## 技術規格
- 處理器：Qualcomm ESM7206A 528 MHz
- 作業系統：Windows Mobile 6.1 Professional
- 記憶體：ROM：256MB，RAM：288MB，內建存儲：8GB
- 尺寸：113.5 毫米 X 63.1 毫米 X 13.9 毫米
- 重量：151g（含電池）
- 螢幕：WVGA 解析度、3.8 吋 TFT-LCD 平面式觸控感應螢幕
- 網路：WiMAX: IEEE 802.16e (2.5 ~ 2.7 GHz), GSM/GPRS/EDGE: 900/1800/1900 MHz
- GPS：配備GPS及A-GPS
- 藍牙：2.0 with EDR
- Wi-Fi：IEEE 802.11 b/g
- 相機：320萬畫素相機，支援自動對焦功能
- 電池：1500mAh充電式鋰或鋰聚合物電池

## 外部連結
- HTC Max 4G 概觀（页面存档备份，存于）
- HTC Max 4G 技術規格